# Station 19 (5.ª temporada)
A quinta temporada da série de televisão dramática estadounidense Station 19 foi encomendada em 10 de maio de 2021 pela ABC, estreou em 30 de setembro de 2021 em um evento crossover com Grey's Anatomy e foi finalizada em 19 de maio de 2022, contando com 18 episódios. A temporada foi produzida pela ABC Signature, em associação com a Shondaland Production Company, com Shonda Rhimes e Betsy Beers como produtoras executivas, Paris Barclay como diretor de produção e produtor executivo da série e Krista Vernoff, servindo como a showrunner e produtora executiva, sendo essa a terceira temporada no comando dela. A temporada foi ao ar na temporada de transmissão de 2021-22 às noites de quinta-feira às 20h, horário do leste dos EUA.
Esta é a última temporada a contar com o membro do elenco original Okieriete Onaodowan como Dean Miller no elenco principal. É também a primeira a contar com  Carlos Miranda como Theo Ruiz no elenco principal, depois de participações recorrentes na temporada passada.
A quinta temporada é estrelada por Jaina Lee Ortiz como Andy Herrera, Jason George como Ben Warren, Boris Kodjoe como Robert Sullivan, Grey Damon como Jack Gibson, Barrett Doss como Victoria Hughes, Jay Hayden como Travis Montgomery, Okieriete Onaodowan como Dean Miller, Danielle Savre como Maya Bishop, Stefania Spampinato como Carina DeLuca e Carlos Miranda como Theo Ruiz.
A temporada terminou com uma média de 6.16 milhões de espectadores e ficou classificada em 37.º lugar na audiência total e classificada em 28.º no grupo demográfico de 18 a 49 anos.

## Enredo
A série segue um grupo de bombeiros heroicos do Corpo de Bombeiros de Seattle na Estação 19, desde o capitão até o mais novo recruta em suas vidas pessoais e profissionais.

## Elenco e personagens
| - Jaina Lee Ortiz como Andrea "Andy" Herrera - Jason George como Benjamin "Ben" Warren - Boris Kodjoe como Robert Sullivan - Grey Damon como Jack Gibson - Barrett Doss como Victoria "Vic" Hughes - Jay Hayden como Travis Montgomery - Okieriete Onaodowan como Dean Miller - Danielle Savre como Maya Bishop - Stefania Spampinato como Dra. Carina DeLuca - Carlos Miranda como Theo Ruiz | - Lachlan Buchanan como Emmett Dixon - Josh Randall como Capitão Sean Beckett - Alain Uy como Pat Aquino - Lindsey Gort como Ingrid Saunders - Natasha Ward como Deja Duval - Merle Dandridge como Natasha Ross | - Chandra Wilson como Miranda Bailey |

### Participações
- Larry Poindexter como Chefe McCallister
- Alexis Raich como Tara Brown
- Rick Worthy como Anthony Hughes
- Ivana Shein como Katherine Bishop
- James Pickens, Jr. como Dr. Richard Webber[10]
- Barbara Eve Harris como Ifeya Miller
- Camille Chen como Ari Lan
- Noah Alexander Gerry como Joey Phillips
- Tracie Thoms como Diane Lewis[14]
- Robert Curtis Brown como Paul Montgomery
- Jeanne Sakata como Nari Montgomery
- Jeffrey D. Sams como Bill Miller
- Jayne Taini como Marsha Smith
- Kevin McKidd como Dr. Owen Hunt
- Melissa Marty como Michelle Alvarez
- Annie Sertich como Peggy Knox
- Nina Millin como Dayna Rutledge
- Cynthy Wu como Anna
- Pat Healy como Michael Dixon
- Daniel Di Tomasso como Jeremy
- Kim Raver como Dra. Teddy Altman[15]
- Peter Onorati como Snuffy Souza
- Jaicy Elliot como Dra. Taryn Helm[15]
- Patricia De León como Elena Herrera
- Laura Ceron como Sandra Alvarez
- Lombardo Boyar como Johnny Alvarez
- Jennifer Jalene como Luisa Berrol[16]

Notas
1. ↑  Até o episódio 5

## Episódios
| N.º na série | N.º na temp. | Título                              | Dirigido por       | Escrito por                        | Exibição original       | Audiência (milhões) |
| --- | ------------ | ----------------------------------- | ------------------ | ---------------------------------- | ----------------------- | ------------------- |
| 60 | 1            | "Phoenix from the Flame"            | Stacey K. Black    | Krista Vernoff                     | 30 de setembro de 2021  | 5.04                |
| Passado um ano dos eventos do final da temporada anterior, Herrera e Sullivan estão com problemas. Flashbacks mostram as consequências do dia do casamento de Carina e Maya, quando as duas e Andy deixaram o casamento para confrontar o chefe sobre sua decisão de dispensar Maya de sua posição como capitã. Ele ameaça transferir todos os outros membros da Estação 19 se ela persistir em lutar contra sua decisão. Ela cede, mas ele ainda diz que Andy será transferida para a Estação 23. Elas voltam ao casamento abatidas, mas determinadas a se divertir. No presente, a equipe está ajudando em um evento em um parque onde um grupo de pessoas extremamente embriagadas solta fogos de artifício. Um consegue estourar metade de seu rosto, e o caos de toda a situação faz com que nada seja fácil para a equipe. O novo capitão deixa o caminhão aberto e um dos festeiros bêbados o rouba e imediatamente o destrói. Ele eventualmente pega fogo, e Andy, tendo respondido com sua nova equipe da Estação 23 (onde ela é a única mulher), tem que assistir o memorial de seu pai sobre rodas queimar. O novo capitão mostra uma atitude bastante insensível em relação ao sentimentalismo que a 19 tem pelo caminhão. Esse episódio começa um crossover com Grey's Anatomy que se conclui em "Here Comes The Sun". Um cartão de título revela que, embora a pandemia não tenha acabado na vida real, o programa está apresentando um olhar para o futuro que o programa espera. |              |                                     |                    |                                    |                         |                     |
| 61 | 2            | "Can't Feel My Face"                | Peter Paige        | Kiley Donovan                      | 7 de outubro de 2021    | 4.29                |
| A equipe é chamada para um incêndio em uma casa, que acabou sendo um incêndio em um laboratório de drogas no porão. Vários membros da 19 ficam inconscientes pelos vapores. Sullivan acorda e é capaz de carregar pessoas. Alguns adolescentes estão filmando a cena em que os bombeiros estão sendo reanimados, e Sullivan repreende as crianças e quebra o telefone no processo. O vídeo de outro garoto se tornou viral e as pessoas começaram a chamar Sullivan de "Fire Daddy. Enquanto a equipe inteira bebe um dia para comemorar, Sullivan fica sabendo de seu status viral logo depois de ser servido por Andy com os papéis do divórcio. Fora do bar, Herrera encontra Beckett, o novo capitão, e implora para que ele vá para casa com ela. |              |                                     |                    |                                    |                         |                     |
| 62 | 3            | "Too Darn Hot"                      | Michael Medico     | Rochelle Zimmerman                 | 14 de outubro de 2021   | 4.29                |
| Está excepcionalmente quente em Seattle, levando a todos os tipos de complicações para seus cidadãos, incluindo os bombeiros. A ressaca sexual de Andy por ir para casa com o recém-formado Capitão Sean Beckett a atormenta, pois ela se sente culpada pelas recentes interações com Sullivan, que está se tornando viral no vídeo "Fire Daddy". Uma tentativa de golpe de relações públicas liderada pelo novo diretor de relações públicas do departamento, consistindo em colocar o novo caminhão na garagem, teria funcionado muito bem se o caminhão não estivesse queimando as mãos daqueles que apareceram para ajudar. O filho adotivo de Ben, Joey, anda com Ben e Jack no carro de ajuda, e a primeira ligação é para um acampamento de sem-teto. O homem com insuficiência cardíaca é alguém que Joey conhece, e Joey argumenta contra medidas que pode salvar sua vida porque sabe que seu amigo tem uma ONR. Ben não consegue parar porque não tem confirmação oficial e, como médico e socorrista, pode estar disposto a quebrar as regras para salvar uma vida, mas não para acabar com uma. Maya e Carina continuam a brigar sobre o fato de Maya não querer filhos. Sullivan ainda está se recuperando dos papéis do divórcio. Ben surpreende Joey ao levar seus irmãos adotivos ao evento de maquiagem para empurrar o caminhão para a estação, que se completa com uma guerra de água para esfriar a todos.                                                                  |              |                                     |                    |                                    |                         |                     |
| 63 | 4            | "100% or Nothing"                   | Sheelin Choksey    | Emily Culver                       | 21 de outubro de 2021   | 4.65                |
| A Dra. Diane Lewis está de volta ao prédio para ajudar na nova iniciativa de Miller, ensinando Treinamento de Intervenção em Crise (CIT) para as estações 19 e 23. Os bombeiros brincam durante o treinamento enquanto atendem a várias ligações. Sullivan e Bishop respondem a uma visita domiciliar em que um casal acalorado prenuncia muitas coisas relevantes para os casamentos de Sullivan e de Bishop. Jack vai a uma chamada de saúde mental com a equipe de crise e descobre que tem aptidão para o trabalho enquanto trabalha com um jovem autista. Dra. Lewis diz a Miller que seu programa vai ajudar muitas pessoas. Miller ainda está frustrado por Vic e Theo estarem juntos e os encontra na estação. Sullivan dá a Herrera os papéis do divórcio assinados. |              |                                     |                    |                                    |                         |                     |
| 64 | 5            | "Things We Lost in the Fire"        | Daryn Okada        | Henry Robles                       | 11 de novembro de 2021  | 4.58                |
| Miller planeja iniciar outro programa Crisis One em Oakland e pede a Vic para se juntar a ele, mas ela recusa. Jack planeja abrir uma clínica gratuita na estação com a ajuda de Carina. Os bombeiros são chamados para uma explosão de linha de gás no bairro. Enquanto Vic luta contra o fogo de uma escada, um fio elétrico a atinge, deixando-a inconsciente. Miller ressuscita Vic e a leva ao chão, e ela é transportada para o hospital. Como o fogo está se espalhando ao longo de um oleoduto subterrâneo, uma casa próxima explode repentinamente, empalando o capitão da Estação 23 e ferindo gravemente Miller. Ben tenta ressuscitar Miller enquanto ele é levado às pressas para o Hospital Memorial Grey Sloan. Esse episódio começa um crossover com Grey's Anatomy que se conclui em "Bottle Up and Explode!". |              |                                     |                    |                                    |                         |                     |
| 65 | 6            | "Little Girl Blue"                  | Diana C. Valentine | Tyrone Finch & Meghann Plunkett    | 18 de novembro de 2021  | 4.85                |
| Com a chegada do Dia de Ação de Graças, os bombeiros estão lidando com a morte de Dean Miller. Vic está usando um monitor cardíaco devido à eletrocussão e fala com a Dra. Diane Lewis para processar a morte de Miller. Travis confronta seu pai e o obriga a confessar que é gay. Bishop decide que está pronta para ter um filho com Carina. Jack decide fazer o jantar de Ação de Graças na estação, mas quando as coisas dão errado, Jack tem um colapso nervoso. Na Estação 23, Andy e Theo estão preparando o jantar para seu capitão ferido, e Andy está comparando sua situação com a de Pru. Eles discutem sobre Miller estar apaixonado por Vic, mas chegam a um entendimento. O pai de Dean chega e anuncia que ele e sua esposa lutarão contra Ben e Miranda pela custódia de Pru. |              |                                     |                    |                                    |                         |                     |
| 66 | 7            | "A House Is Not a Home"             | David Greenspan    | Leah Gonzalez                      | 9 de dezembro de 2021   | 4.07                |
| Os pais de Dean propõem que Pru ficaria melhor com eles, já que eram ricos. Miranda considera aceitar, mas Warren argumenta que Dean queria que eles a criassem. Mais tarde, os pais de Dean ligam para Miranda porque Pru estava chorando por ela. A mãe de Travis está deixando seu pai e pede desculpas por não defender Travis quando ele era criança. Maya quer que Carina gere o bebê, já que ela quer mais. Andy é nomeada capitã interina da Estação 23 e tem problemas para fazer a equipe obedecê-la em um chamado. Sullivan está substituindo o dia, e ele e Theo discutem como ter um relacionamento com outro bombeiro não é uma boa ideia. Andy mais tarde admite a Sullivan que ela dormiu com Beckett. Os pais de Dean despejam Jack da casa barco de Dean, e ele e Vic acabam destruindo o banheiro dela para lidar com a morte de Dean. Eles se beijam antes de Jack terminar. |              |                                     |                    |                                    |                         |                     |
| 67 | 8            | "All I Want for Christmas Is You"   | Peter Paige        | Zaiver Sinnett                     | 16 de dezembro de 2021  | 4.69                |
| Vic é liberada por seu médico para ir trabalhar, mas é designada para o serviço administrativo pelo capitão Beckett. Beckett anuncia que um novo chefe dos bombeiros foi nomeado e que é uma mulher, mas não se sabe quem é. Warren, Bishop, Sullivan, Ruiz e Montgomery vão salvar um homem que está preso entre dois carros. Seu resgate requer o uso da Ambulância ERM (Equipe de Resposta Médica), que, após alguma deliberação, é aprovado pela nova chefe dos bombeiros. Vic é salva do trabalho de escritório por uma ligação da Crisis One, onde ela, Emmett e Gibson encontram uma mulher perturbada com um ataque de pânico, que acaba sendo resultado de violência doméstica. Vic compromete a situação com a mulher e é advertida por Jack. Ela diz a Theo que beijou Jack. Andy e Carina ficam na estação para preparar brinquedos para Toys for Tots. No final, todos estão na estação para uma noite de Natal, quando Maya e Carina anunciam que vão ter um filho. |              |                                     |                    |                                    |                         |                     |
| 68 | 9            | "Started from the Bottom"           | Paula Hunziker     | Emily Culver                       | 24 de fevereiro de 2022 | 4.98                |
| As estações 19 e 23 estão se preparando para a chegada da nova chefe, que se revela ser Natasha Ross, ex-colega de Sullivan na Marinha. Ross anuncia financiamento para o programa de iniciativa de saúde de Dean Miller. Ambas as estações recebem uma ligação para um carro que caiu de um penhasco e pouco antes de sair, Warren recebe uma ligação de que Owen Hunt do Grey Sloan Memorial está no carro. Carina, Jack e Vic pensa em mais maneiras de obter financiamento para o programa, quando eles têm uma visita - uma garota que teve sua primeira menstruação e seu irmão. Warren vai contra as ordens de Herrera e escala o penhasco, encontrando um civil morto e Hunt preso no carro com um ferimento aberto. Depois que a equipe abre o carro com sucesso, Hunt é transportado por via aérea para o topo do penhasco usando a escada. Warren pega uma carona, o que o leva a ser repreendido pelo capitão Beckett e pela capitã Herrera na frente da chefe Ross. Depois que eles voltam para a estação, Ross elogia a 19 pelo bom trabalho e promove Sullivan a tenente. Hughes descobre que está grávida. Esse episódio começa um crossover com Grey's Anatomy que se conclui em "No Time to Die". |              |                                     |                    |                                    |                         |                     |
| 69 | 10           | "Searching for the Ghost"           | Oliver Bokelberg   | Staci Okunola                      | 3 de março de 2022      | 4.46                |
| A equipe organiza uma arrecadação de fundos de 10 mil. Diane vê Ben no evento e o lembra que ele precisa comparecer às sessões com ela para ser liberado para futuros chamados. Vic quer fazer um aborto cirúrgico, mas Carina diz que ela precisa esperar pelo menos mais uma semana. Ruiz não tem certeza sobre seu relacionamento com Hughes e pede a Herrera para ficar de olho nela. A equipe é chamada a uma casa mal-assombrada, na qual duas pessoas entraram, mas não saíram. Jack diz a Carina e Ben que acha que o programa de saúde não deveria ter médicos, quando eles recebem uma família substituta. Montgomery e Ruiz caem em um alçapão na casa mal-assombrada. Bishop e Sullivan tropeçam em um homem coberto por uma parte do teto desabado. Eles o resgatam e descobrem que o capitão Beckett não tem ideia de onde Montgomery e Ruiz estão. Hughes e Herrera visitam a casa-barco de Miller, que agora está vazia e à venda. Depois de resgatar as duas pessoas da casa, Sullivan dá um feedback negativo ao capitão Beckett sobre suas ordens. Na estação, Sullivan vai visitar Beckett, que está dormindo, então Sullivan examina seus documentos e encontra uma garrafa de álcool escondida. Hughes decide tomar uma pílula para o aborto em vez de esperar pela cirurgia |              |                                     |                    |                                    |                         |                     |
| 70 | 11           | "The Little Things You Do Together" | Tessa Blake        | Kiley Donovan & Rochelle Zimmerman | 10 de março de 2022     | 4.25                |
| Sullivan e Ross saem para jantar e encontram Beckett na rua. Carina e Maya estão decidindo quem será o doador do esperma. Hughes visita a Dra. DeLuca para obter a pílula para seu aborto. Ela então vai para casa com Theo e eles brigam por causa do relacionamento, mas depois ficam juntos o resto do dia. Montgomery e Herrera recebem um chamado e atendem um homem que derramou gasolina em si mesmo, ameaçando se queimar. Durante o chamado, Montgomery expressa seus sentimentos sobre seu próprio relacionamento, que Dixon ouve. Herrera e Gibson concordam em manter um ao outro longe de relacionamentos conturbados. Maya diz a Carina que quer que o doador de esperma seja alguém que ela conhece. |              |                                     |                    |                                    |                         |                     |
| 71 | 12           | "In My Tree" "Who's Gonna Miss Me?" | Tamika Miller      | Daniel K. Hoh                      | 17 de março de 2022     | 4.24                |
| A Estação 19 estabelece o check-up de saúde, a Dean Miller Memorial Clinic, pela primeira vez. Warren é vigiado por um guardião ad litem durante o dia. Emmett não está retornando as ligações de Travis. Herrera e sua equipe são chamados a uma mulher, aparentemente uma paraquedista, presa em uma árvore. Ross informa a Bishop que quer falar sobre seu rebaixamento temporário. Bishop pede ajuda a Sullivan para sua promoção. Ross elogia Gibson por lidar com a Memorial Clinic no primeiro dia. Emmett chega à estação e termina com Travis. Herrera fala com Ross na esperança de reiniciar a ERM (Equipe de Resposta Médica) e Ross decide fechar a estação 23 devido a problemas de orçamento. |              |                                     |                    |                                    |                         |                     |
| 72 | 13           | "Cold Blue Steel and Sweet Fire"    | Paris Barclay      | Alex Fernandez                     | 24 de março de 2022     | 4.60                |
| Ross informa a Estação 23 de seu fechamento. Travis, Vic e Emmett recebem uma ligação da Crisis One para despejar um inquilino, o que torna as coisas estranhas quando Travis e Emmett finalmente se encontram novamente. Ross informa a Bishop que ela não a está reintegrando como capitã. Os Millers decidem que Warren e Bailey devem obter a tutela exclusiva total de Pru com algumas regras, com as quais Bailey não concorda. As estações 19 e 23 são chamadas para uma fábrica em chamas. Sullivan informa Ross sobre o problema de Beckett com a bebida. Os Millers querem que Warren pare de combater os incêndios. |              |                                     |                    |                                    |                         |                     |
| 73 | 14           | "Alone in the Dark"                 | Stacey K. Black    | Zaiver Sinnett                     | 31 de março de 2022     | 4.44                |
| A estação 23 está oficialmente fechada, então a equipe sai para beber. Emmett leva Travis para seus pais no aniversário de seu pai, mas não conta a Travis. Beckett é testado quanto ao potencial consumo de álcool durante o trabalho. A equipe da Estação 19 é chamada para um incêndio. A esposa de Dixon revela que ele está concorrendo a prefeito. Ela também revela os planos de Dixon para cancelar o Crisis One e briga sobre isso com Montgomery. Ao retornar do chamado, Warren anuncia que ele e Bailey obtiveram a custódia total de Pru. Beckett diz à equipe que foi acusado de beber no trabalho e que o teste deu negativo. Ele pune a equipe pela intervenção, após a qual Sullivan admite que contou à chefe Ross sobre o potencial problema com a bebida. Andy revela ao resto da equipe da estação 23 que pediu à chefe Ross uma transferência para a estação 19, o que acabou levando ao fechamento da 23 e o resto da equipe a deixa sozinha no bar. A única pessoa que fica é o amigo de Maddox, Jeremy, que faz uma conexão com Andy e tenta agredi-la sexualmente. |              |                                     |                    |                                    |                         |                     |
| 74 | 15           | "When the Party's Over"             | Daryn Okada        | Meghann Plunkett                   | 7 de abril de 2022      | 4.52                |
| Montgomery se junta à equipe da estação 23 no bar. Bishop e DeLuca pedem a Gibson para ser o doador de esperma. Herrera conversa com policiais e Warren solicita um exame físico para ela. Andy tem flashbacks de sua infância, quando foi atropelada por um menino e se lembra de sua mãe tentando protegê-la. Jeremy é transportado para o Grey Sloan Memorial, mas não resiste. Hughes liga para Ruiz para contar a ele. Dois detetives chegam à estação 19 para falar com Andy. Gibson concorda em ser o doador de esperma. Herrera é levada para a delegacia |              |                                     |                    |                                    |                         |                     |
| 75 | 16           | "Death and the Maiden"              | Jason George       | Rochelle Zimmerman & Leah Gonzalez | 5 de maio de 2022       | 4.28                |
| Herrera está sendo julgada por assassinato. A mãe de Andy visita o corpo de bombeiros. Ruiz é designado para a estação 19 e a equipe é chamada para um incêndio em uma fábrica clandestina. Dixon aparece e fala com o dono da sweatshop. Após a chegada da chefe Ross ao incêndio, Montgomery tenta informá-la sobre a situação e conta para Dixon. Gibson descobre que tem um irmão. Herrera está suspensa do trabalho até o fim do julgamento e quando chega em casa, sua mãe a espera. Ela conta que foi agredida enquanto estava na Academia de Bombeiros. Ruiz sugere que Montgomery deveria concorrer a prefeito, opondo-se a Dixon. |              |                                     |                    |                                    |                         |                     |
| 76 | 17           | "The Road You Didn't Take"          | Paula Hunziker     | Henry Robles & Staci Okunola       | 12 de maio de 2022      | 3.95                |
| A estação realiza outro dia de Clínica Memorial. Herrera e Gibson fazem uma viagem para conhecer o irmão de Gibson. A entrevista para o green card de DeLuca está chegando. Crisis One recebe uma ligação para um possível sequestro dentro de uma família. Gibson descobre que seu irmão cresceu com seus pais e também com outros irmãos. Montgomery decide se candidatar a prefeito. |              |                                     |                    |                                    |                         |                     |
| 77 | 18           | "Crawl Out Through the Fallout"     | Stacey K. Black    | Kiley Donovan                      | 19 de maio de 2022      | 4.28                |
| Gibson e Herrera decidem rastrear outras vítimas dos ataques de Jeremy. DeLuca tem sua entrevista de green card. A Estação 19 é chamada para um acidente entre um ônibus escolar e um caminhão que transportava césio radioativo. Herrera embosca uma das vítimas de Jeremy no trabalho. O caminhoneiro toma uma decisão para que as crianças do ônibus escolar possam ser resgatadas. Montgomery decide concorrer a prefeito e pede o apoio da chefe Ross, que concorda em endossá-lo. Beckett decide ficar sóbrio e conta a Sullivan. A outra vítima de Jeremy decide testemunhar contra ele, o que resulta na retirada das acusações contra Herrera. A estação tem uma festa para a pequena Pru. Bishop ameaça denunciar a chefe Ross por dormir com Sullivan, a menos que ela recupere seu emprego. Ross revela a Herrera que está aberta uma vaga de tenente, que foi liberada por Gibson. |              |                                     |                    |                                    |                         |                     |

## Produção

### Desenvolvimento
Station 19 foi oficialmente renovada para a quinta temporada em 10 de maio de 2021, com Shonda Rhimes e Betsy Beers retornando como produtoras executivas. Krista Vernoff retornou como showrunner e produtora executiva após ter assinado um contrato de dois anos com a ABC para permanecer em ambas as séries, em 25 de março de 2021. O acordo também mantém a Trip the Light Productions, produtora de Vernoff, ligada à série. No dia 7 de setembro, um teaser da temporada foi lançado, indicando um evento crossover com Grey's Anatomy na estreia de ambos programas. Em janeiro de 2022, a produção foi adiada vários dias devido à variante Omicron do vírus SARS-CoV-2.
Quando a programação da rede de televisão dos Estados Unidos de 2021–22 foi anunciada, se confirmou que Station 19 permaneceria às quintas-feiras às às 20h horário do leste dos EUA, com Grey's Anatomy indo ao ar na sequência às 21h. A temporada estreou em 30 de setembro de 2021 com um evento crossover. O final de mei de temporada foi ao ar em 16 de dezembro de 2021. A estreia de meio de temporada ocorreu em 24 de fevereiro de 2022 com outro evento crossover com Grey's Anatomy. O final da temporada foi ao ar em 19 de maio.

### Casting
Em 12 de julho de 2021, ao anunciar um filme, o Deadline revelou que Carlos Miranda, interprete de Theo Ruiz, se juntaria ao elenco principal na quinta temporada, depois de participações recorrentes na temporada anterior. Em 11 de novembro, dia de exibição do quinto episódio da temporada "Things We Lost in the Fire", foi anunciado que o membro do elenco original Okieriete Onaodowan, intérprete de Dean Miller, estaria deixando o programa após 4 temporadas. Seu personagem morreu devido a ferimentos sofridos no cumprimento do dever durante o crossover com Grey's Anatomy. Ao Deadline, Onaodowan declarou que "Foi um prazer ser Dean. Tenho Shonda Rhimes, Stacy McKee, Krista Vernoff, Paris Barclay e ABC para agradecer por me permitir trazê-lo à vida". Continou dizendo "Sou grato por ter conseguido trabalhar com a equipe mais amorosa, gentil e dedicada da TV. E o mais importante, graças aos fãs por mostrarem tanto amor ao Dean. Espero que ele tenha inspirado você a mudar seu mundo para melhor. Seja a mudança!" Okieriete Onaodowan pediu para sair no final da temporada passada, mas concordou em voltar para os primeiros episódios da 5ª temporada para encerrar a história de seu personagem. Merle Dandridge mais tarde foi escalada para um papel recorrente como a nova chefe dos bombeiros.

### Roteiro
Após a temporada anterior, que ocorre durante a pandemia do COVID-19, esta temporada ocorre em um mundo pós-pandêmico. A ABC anunciou sua programação de feriado em outubro de 2021, onde foi revelado que a temporada conteria um episódio com o tema do Dia de Ação de Graças e do Natal para ir ao ar em novembro e dezembro, respectivamente. Em fevereiro de 2022, Vernoff descreveu a segunda metade da temporada como uma história mais sombria que seria divertida para os atores.

## Recepção

### Prêmios e indicações
Jaina Lee Ortiz e Grey Damon receberam menção honrosa como Artista da Semana do TVLine, Ortiz por sua atuação em "When the Party's Over", e Damon por sua performance em "The Road You Didn't Take". A temporada também recebeu o The ReFrame Stamp, uma certificação dada a produções de televisão com roteiro que contratam "mulheres ou indivíduos de outras identidades/expressões de gênero sub-representadas [...] em quatro das oito funções principais, incluindo escritor, diretor, produtor, líder, co-líderes e chefes de departamento".

### Audiência
A temporada foi a segunda série de televisão com roteiro mais assistida da ABC durante a temporada de transmissão de 2021-2022 no grupo demográfico de 18 a 49 anos. Ao longo de sua transmissão, na audiência do mesmo dia de transmissão, a temporada teve média de 0.61 rating no grupo demográfico de 18-49 anos e 4.47 milhões de telespectadores, queda de 26 e 14 por cento, respectivamente, em relação à temporada anterior. Na audiência ao vivo+7 dias, a temporada teve média de 0.9 rating no grupo demográfico de 18-49 anos e 6.20 milhões de telespectadores, uma queda de 31 e 13 por cento, respectivamente, em relação à quarta temporada.
| №  | Título                              | Exibição original       | Rating/share (18–49) | Audiência (em milhões) | DVR (18–49) | Audiência em DVR (milhões) | Total (18–49) | Audiência total (em milhões) | Ref(s) |
| -- | ----------------------------------- | ----------------------- | -------------------- | ---------------------- | ----------- | -------------------------- | ------------- | ---------------------------- | ------ |
| 1  | "Phoenix from the Flame"            | 30 de setembro de 2021  | 0.8                  | 5.04                   | 0.3         | 1.66                       | 1.3           | 6.70                         | [ 56 ] |
| 2  | "Can't Feel My Face"                | 7 de outubro de 2021    | 0.6                  | 4.29                   | 0.3         | 1.29                       | 0.8           | 5.59                         | [ 57 ] |
| 3  | "Too Darn Hot"                      | 14 de outubro de 2021   | 0.6                  | 4.29                   | 0.3         | 1.54                       | 0.8           | 5.83                         | [ 58 ] |
| 4  | "100% or Nothing"                   | 21 de outubro de 2021   | 0.6                  | 4.65                   | 0.3         | 1.52                       | 0.9           | 6.17                         | [ 59 ] |
| 5  | "Things We Lost in the Fire"        | 11 de novembro de 2021  | 0.6                  | 4.58                   | 0.3         | 1.56                       | 0.9           | 6.15                         | [ 60 ] |
| 6  | "Little Girl Blue"                  | 18 de novembro de 2021  | 0.7                  | 4.85                   | 0.3         | 1.65                       | 1.0           | 6.49                         | [ 61 ] |
| 7  | "A House Is Not a Home"             | 9 de dezembro de 2021   | 0.6                  | 4.07                   | 0.3         | 1.75                       | 0.9           | 5.82                         | [ 62 ] |
| 8  | "All I Want for Christmas Is You"   | 16 de dezembro de 2021  | 0.6                  | 4.69                   | 0.2         | 1.21                       | 0.8           | 5.90                         | [ 63 ] |
| 9  | "Started from the Bottom"           | 24 de fevereiro de 2022 | 0.8                  | 4.98                   | 0.3         | 1.53                       | 1.0           | 6.51                         | [ 64 ] |
| 10 | "Searching for the Ghost"           | 3 de março de 2022      | 0.7                  | 4.46                   | 0.2         | 1.48                       | 0.9           | 5.94                         | [ 65 ] |
| 11 | "The Little Things You Do Together" | 10 de março de 2022     | 0.6                  | 4.25                   | 0.3         | 1.79                       | 0.9           | 6.05                         | [ 66 ] |
| 12 | "In My Tree"                        | 17 de março de 2022     | 0.5                  | 4.24                   | 0.3         | 1.80                       | 0.8           | 6.04                         | [ 67 ] |
| 13 | "Cold Blue Steel and Sweet Fire"    | 24 de março de 2022     | 0.6                  | 4.60                   | 0.3         | 1.66                       | 0.9           | 6.26                         | [ 68 ] |
| 14 | "Alone in the Dark"                 | 31 de março de 2022     | 0.6                  | 4.44                   | 0.3         | 1.52                       | 0.8           | 5.96                         | [ 69 ] |
| 15 | "When the Party's Over"             | 7 de abril de 2022      | 0.6                  | 4.52                   | 0.2         | 1.43                       | 0.9           | 5.95                         | [ 70 ] |
| 16 | "Death and the Maiden"              | 5 de maio de 2022       | 0.6                  | 4.28                   | —           | —                          | —             | —                            | —      |
| 17 | "The Road You Didn't Take"          | 12 de maio de 2022      | 0.5                  | 3.95                   | —           | —                          | —             | —                            | —      |
| 18 | "Crawl Out Through the Fallout"     | 19 de maio de 2022      | 0.6                  | 4.28                   | —           | —                          | —             | —                            | —      |

Notas
1. ↑  Nas classificações da Nielsen, rating é uma fração do número total de residências com televisores em comparação com o número de aparelhos de televisão sintonizados em um programa específico.[52]
2. ↑  Os dados Ao vivo + 7 dias incluem o número de telespectadores que assistem aos episódios dentro de sete dias de sua transmissão original por meio de DVR e streaming de vídeo sob demanda.[54]
3. 1 2 3 4 5 6  A audiência ao vivo+7 dias não estava disponível, portanto, a audiência ao vivo+3 dias foi usada.